# Viện Kiểm nghiệm thuốc Trung ương
Viện Kiểm nghiệm thuốc Trung ương tiếng Anh: National Institute of Drug Quality Control (NIDQC)) có nhiệm vụ kiểm tra và giám sát chất lượng thuốc để đảm bảo cho công tác phòng và chữa bệnh cho người dân.